# Internationaler Pakt über bürgerliche und politische Rechte
Der Internationale Pakt über bürgerliche und politische Rechte (englisch International Covenant on Civil and Political Rights, ICCPR) oder in einer Kurzfassung UN-Zivilpakt oder IPbpR, in der Schweiz auch UNO-Pakt II genannt, ist ein völkerrechtlicher Vertrag.

## Geschichte
Die Aushandlung des Vertragstextes zum Pakt über bürgerliche und politische Rechte wurde parallel mit den Verhandlungen um den zur gleichen Zeit abgeschlossenen UN-Sozialpakt zwischen 1948 und 1966 geführt. Die Verhandlungen wurden von den politischen Interessen und Konstellationen bestimmt, die dem Ost-West-Konflikt und der Dekolonisierung zugrunde lagen. Zu den Streitpunkten gehörte im sich verschärfenden Kalten Krieg die Frage, inwieweit ein transnationaler völkerrechtlicher Vertrag Einfluss auf die staatliche Souveränität nehmen könnte. Des Weiteren herrschte unter den Staaten Uneinigkeit, ob man politische und bürgerliche Rechte (später UN-Zivilpakt) gemeinsam mit wirtschaftlichen, sozialen und kulturellen Rechten (später UN-Sozialpakt) in einem Vertrag formulieren sollte. Vor allem die USA und Großbritannien fürchteten durch eine Ausweitung des Vertragstextes auch auf wirtschaftliche Rechte eine geringere Wirkungsmacht des Völkerrechtsvertrags. Ein weiterer Streitpunkt war die Frage nach der regionalen Gültigkeit des Vertrags: So forderte die USA, dass in föderalen Staaten die Bundesländer frei über die Anwendung des Menschenrechtspaktes entscheiden sollten. Großbritannien forderte zudem, dass koloniale Gebiete vom Gültigkeitsgebiet des Menschenrechtspaktes ausgeschlossen sein sollten. Dekolonisierte Staaten hingegen forderten, das Selbstbestimmungsrecht der Völker als Menschenrecht in den Pakt zu implementieren. Nach 18 Jahren politischen Ringens wurden die beiden Verträge schließlich am 20. Dezember 1966 von der Generalversammlung der Vereinten Nationen angenommen.
Der UN-Zivilpakt trat am 23. März 1976 in Kraft. Im Juli 2019 waren 173 Staaten durch Ratifikation, Akzession oder Sukzession Vertragspartei, darunter die Bundesrepublik Deutschland (1973) und die Schweiz (1992). Sechs weitere Staaten haben den Vertrag zwar unterzeichnet, aber nicht ratifiziert (darunter Kuba und die Volksrepublik China).
Österreich ratifizierte die Verträge 1978 mit Vorbehalt, sie sind daher totes Recht, da die Ausführungsgesetze fehlen. Der Verein „Gesellschaft für mehr Humanität und Bürgerrechte“ bemüht sich um die Umsetzung der Ausführungsgesetze.
Die DDR unterschrieb den Pakt am 23. März 1973 und ratifizierte ihn – mit Vorbehalten und Erklärungen – am 8. November 1973.

## Inhalte
Der Pakt garantiert rechtsverbindlich die grundlegenden Menschenrechte, die auch als Menschenrechte der 1. Generation bezeichnet werden, darunter: das Recht auf Leben (Artikel 6), das Verbot der Folter und der unmenschlichen Behandlung (Artikel 7), das Verbot der Sklaverei und Zwangsarbeit (Artikel 8), das Recht auf persönliche Freiheit und Sicherheit (Artikel 9), das Recht auf ein faires Gerichtsverfahren (Artikel 14), Schutz der Privatsphäre und des Familienlebens (Artikel 17 und 23), Gedanken-, Gewissens- und Religionsfreiheit (Artikel 18), Meinungsäusserungsfreiheit (Artikel 19), Vereinigungs- und Versammlungsfreiheit (Artikel 22) sowie das Recht auf die Teilnahme an allgemeinen, gleichen und geheimen Wahlen (Artikel 25). Außerdem werden die Gleichberechtigung von Mann und Frau zugesichert (Artikel 3 und 26).
Regelungen zum Minderheitenschutz verbieten die Diskriminierung ethnischer, religiöser und sprachlicher Minderheiten generell (Artikel 26) und legen fest, dass ihnen das Recht auf ihre eigene Kultur, auf Bekenntnis und Ausübung ihrer Religion und auf ihre eigene Sprache nicht aberkannt werden darf (Artikel 27).
Artikel 20 verbietet Hass- und Kriegspropaganda.
Zusammen mit dem UN-Sozialpakt und der Allgemeinen Erklärung der Menschenrechte bildet er die grundlegenden Menschenrechtsabkommen der Vereinten Nationen.
Im Fakultativprotokoll, das bisher 117 Staaten ratifiziert haben (Stand: September 2022), ist zudem die Individualbeschwerde eines jeden Betroffenen vorgesehen. Am 15. Dezember 1989 wurde dem Pakt ein „Zweites Fakultativprotokoll“ über die Abschaffung der Todesstrafe hinzugefügt, das bisher 90 Staaten ratifiziert haben (Stand: September 2020).

## Überwachung

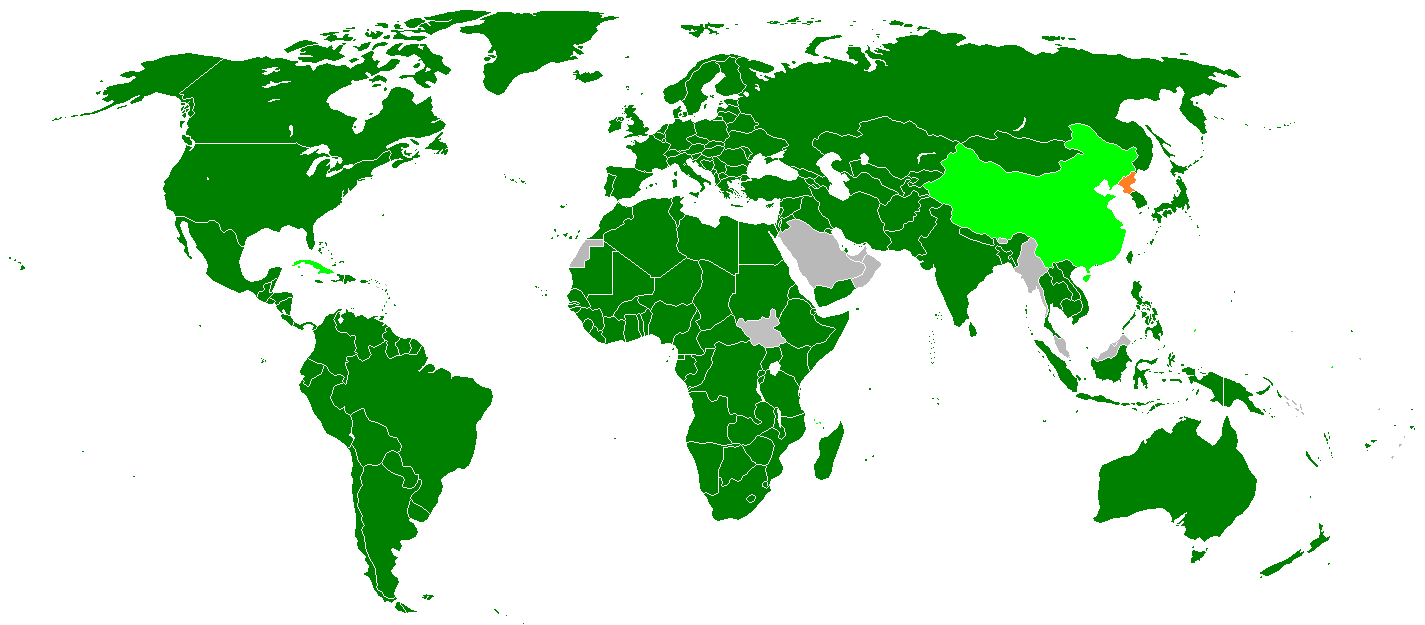
Weltkarte bezüglich des UN-Zivilpaktes: ratifiziert (dunkelgrün); unterzeichnet, aber nicht ratifiziert (hellgrün); nicht unterzeichnet und nicht ratifiziert (grau) (Stand: 25. Nov. 2008)

Die Mitgliedstaaten sind verpflichtet, periodisch Staatenberichte an den UN-Menschenrechtsausschuss einzureichen. Diese gelten als schwächstes Mittel zur Vertragsdurchsetzung. Der Menschenrechtsausschuss kann außerdem Individualbeschwerden einzelner Bürger von Staaten, die das Zusatzprotokoll unterzeichnet haben, annehmen und verhandeln.

## Bedeutung im deutschen Recht
Gemäß Art. 19 Abs. 4 GG steht jedem, der durch die öffentliche Gewalt in seinen Rechten verletzt wird, der Rechtsweg offen. Dies gilt nicht nur für Verletzungen der Grundrechte, sondern für alle in der deutschen Rechtsordnung geschützten Rechte. Somit erfasst die Rechtsweggarantie des Art. 19 Abs. 4 GG auch Fälle, in denen der Staat unmittelbar wirksame internationale Menschenrechtsnormen verletzt, die gemäß Art. 59 Abs. 2 GG bzw. Art. 25 GG (Völkerrechtsklausel) Bestandteil des innerstaatlichen Rechts sind. Der deutsche Rechtsanwender ist über Art. 20 Abs. 3 GG („die Rechtsprechung ist an Gesetz und Recht gebunden“) an die transformierten Vorschriften des Völkerrechts gebunden.

## Reformbestrebungen
Im Jahr 2005 wurden die Vereinten Nationen aufgerufen, den Vertrag zu erweitern, um ein rechtsverbindliches Instrument für den Datenschutz und den Schutz der Privatsphäre zu schaffen. Anlässlich der NSA-Affäre sprach sich die deutsche Bundesregierung im Sommer 2013 für eine Anpassung des Vertrages aus, da er der Bedeutung des digitalen Datenschutzes nicht genügte. Die UN-Vertreter Deutschlands und Brasiliens warben im Oktober 2013 um Unterstützung für eine entsprechende UN-Resolution.